# Liste des officiers du royaume arménien de Cilicie
Le royaume arménien de Cilicie, à l'instar du royaume de Jérusalem, a établi différents offices : le connétable, le maréchal, le sénéchal, le chambellan et le chancelier.
Les listes données ci-dessous ne sont pas complètes, et les noms et dates de début ou de fin d'office ne sont pas toujours connus.

## Connétables
Le connétable commande l'armée, paye les mercenaires et juge tout ce qui relève de la justice militaire. Il est l'officier le plus important du royaume, du fait de l'état de guerre permanent entre les croisés et leurs voisins musulmans.
- Smbat le Connétable
- Jean de Lusignan

## Maréchaux
Le maréchal est le second du connétable. Il est le commandant des mercenaires et a aussi la responsabilité des chevaux et distribue le butin après les victoires.
- Stéphane d'Arménie (1138)

## Sénéchaux
L'office de sénéchal a une importance moindre dans les états latins qu'en Europe. Il administre les châteaux royaux, ainsi que les finances, et collecte les impôts.

## Chambellans
Le chambellan administre la maison du roi et ses serviteurs, et a des prérogatives honoraires comme celle de recevoir des serments.

## Chanceliers
Le chancelier consiste principalement à un rôle de secrétaire et de scribe, et ne devient jamais un administrateur de la bureaucratie telle qu'elle se développa en Europe. Les chanceliers furent souvent des religieux séculiers, parfois en restant chancelier. La faible importance du chancelier reflète la décentralisation de l'autorité, contrairement à la France ou l'Angleterre où celle-ci devint plus importante.